# موسیقی در لسوتو
لسوتو کشوری در جنوب قاره آفریقا است که به‌طور کامل توسط آفریقای جنوبی احاطه شده‌است. بزرگ‌ترین گروه قومی این کشور، مردم باسوتو هستند. فرهنگ باسوتو عمیقاً با موسیقی سنتی درآمیخته است.

## سرود ملی
سرود ملی لسوتو «لسوتو، سرزمین پدران ما» است که متن آن توسط فرانسوا کولیار، مبلغ مذهبی فرانسوی، نوشته شده‌است. این قطعهٔ موسیقی در بازی رایانه‌ای پرطرفدار «سیمز ۲: دانشگاه» به‌صورت چیپ‌تون (chiptune) در بازی فرعی «A-maz-ing Matey» نیز استفاده شده‌است.

## سازهای سنتی

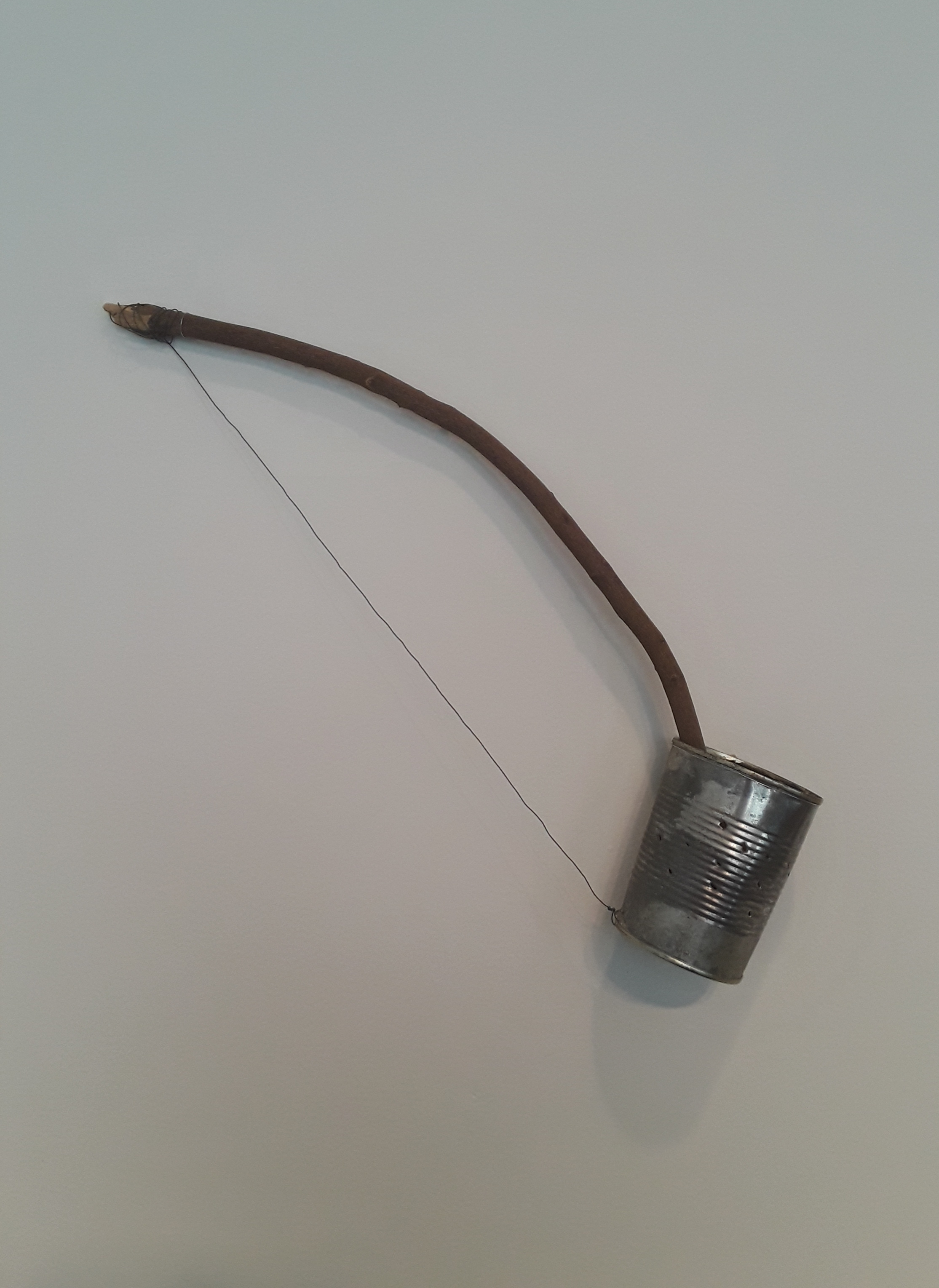
یک «ماموخورونگ»

سازهای سنتی لسوتو شامل لِکولولو، نوعی فلوت است که توسط پسران گله‌دار نواخته می‌شود؛ ستولو-تولو، شبیه چنگکی دهانی است و مردان آن را با دهان می‌نوازند؛ و تومو، سازی زهی است که زنان می‌نوازند. در سال‌های اخیر، ماموخورونگ که گاهی با نام سخانکولا نیز شناخته می‌شود، محبوبیت بیشتری یافته‌است.

## موسیقی مذهبی
گروه‌های کر آوازی که موسیقی مذهبی را به زبان سوتو می‌خوانند، در لسوتو بسیار محبوب هستند. این گروه‌های کر در روستاها، شهرها، کلیساها و سایر اجتماعات تشکیل می‌شوند و هر شب از طریق رادیو پخش می‌گردند.
موسیقی گاسپل در لسوتو توسط هنرمندانی همچون «جاستیس موفولنگ» و برادر کوچک‌ترش «جویی موفولنگ» حمایت می‌شود. موسیقی‌دانان گاسپل لسوتو از آثار خود برای تبلیغ مسیحیت و تسلای دل‌شکستگان استفاده می‌کنند.

## موسیقی عامه‌پسند
با توجه به این‌که لسوتو کشوری محصور در خاک آفریقای جنوبی است، جای تعجب ندارد که موسیقی‌دانان آفریقای جنوبی در این کشور طرفداران زیادی داشته باشند. سبک‌هایی چون آفروپاپ زیرصحرای آفریقا، هیپ‌هاپ سوتو، آراندبی، دیپ هاوس، سول‌فول هاوس، دنس‌هال، جاز، کوایتو و رگی از رایج‌ترین ژانرهایی هستند که از رادیوهای لسوتو پخش می‌شوند.
اگرچه موسیقی آفریقای جنوبی در لسوتو بسیار پرطرفدار است، موسیقی فامو (نوعی موسیقی معاصر سوتو که با آکاردئون و طبل ساخته‌شده از قوطی روغن نواخته می‌شود) نیز محبوبیت گسترده‌ای دارد. از چهره‌های برجسته این سبک می‌توان به موسوتو چاکلا اشاره کرد.
صنعت ضبط موسیقی در لسوتو هنوز در مراحل ابتدایی است؛ با این حال، بسیاری از موسیقی‌دانان باسوتو با شرکت‌های آفریقای جنوبی قرارداد امضا می‌کنند که این موضوع می‌تواند مانع رشد صنعت موسیقی بومی شود.
برخی از هنرمندان شناخته‌شده لسوتویی در صنعت موسیقی آفریقای جنوبی عبارت‌اند از: وایزمن مولفه، مالومه وکتور، نتاته استانا، تیلور منسون و جووی.  مالومه وکتور تحت قرارداد با شرکت ضبط مشهور «Ambitiouz Entertainment» فعالیت می‌کند.

## جشنواره موسیقی
جشنواره هنر و فرهنگ موریجا یکی از مهم‌ترین جشنواره‌های موسیقی مردم باسوتو است که هر ساله برگزار می‌شود. این رویداد، موسیقی و رقص سنتی قوم باسوتو را برجسته می‌سازد و نقش مهمی در حفظ و ترویج فرهنگ بومی لسوتو دارد.

## موسیقی‌دانان باسوتوی مشهور
برخی از موسیقی‌دانان برجستهٔ مردم باسوتو عبارت‌اند از:
- جاشوا پولومو موهاپلوآ (Joshua Pulumo Mohapeloa)
- موسوتو چاکلا (Mosotho Chakela)
- خوسی ایئا فوکنگ (Khosi ea Phokeng)
- سینیاکا (Senyaka) – رپ‌خوان اهل لسوتو